# خاوی خیمنز (بازیکن فوتبال، زاده ۱۹۷۹)
خاوی خیمنز (انگلیسی: Javi Jiménez؛ زادهٔ ۲۱ ژانویهٔ ۱۹۷۹) بازیکن فوتبال اهل اسپانیا است.
از باشگاه‌هایی که در آن بازی کرده‌است می‌توان به باشگاه فوتبال رکریتیوو اوئلوا، باشگاه فوتبال الچه، باشگاه فوتبال ویارئال، و باشگاه فوتبال آلباسته بالومپیه اشاره کرد.